# BOYS BE…
『BOYS BE…』（ボーイズ ビー）は、イタバシマサヒロ（板橋雅弘）原作、玉越博幸作画による日本の少年漫画。

## 概要
講談社刊の漫画雑誌『週刊少年マガジン』『マガジンSPECIAL』にて連載された学園もののラブコメ・恋愛漫画である。タイトルはクラーク博士が発したとされる言葉「'Boys,be ambitious（少年よ、大志を抱け）」を引用したものである。大志を見いだせない、恋愛未経験の少年たちに贈る作品という意味合いが込められている。話数カウントはいずれも「Report-」。シリーズ累計発行部数は2500万部を突破している。
当初は10話連載の予定であったものが読者の反響が大きく、『BOYS BE…〜新恋愛白書〜（1st Season:1991年33号-1996年47号）』『BOYS BE… 2nd Season(1996年48号-2000年13号)』『BOYS BE… L CO-OP（2000年17号-2001年15号）』と3作10年に渡るマガジン長寿作品の一つとなった。
L CO-OP終了により作品は一旦幕を閉じたが、2009年に『マガジンSPECIAL』4号で久々に読切が掲載。2009年4月より『BOYS BE…2009年1学期』と題した新シリーズがウェブコミック誌『MiChao!』にて同サイト閉鎖まで連載された（各携帯コミックサイトで先行配信された後に配信されている）。その後、『マガジンSPECIAL』2009年11月号より2012年3月号まで新シリーズ『BOYS BE… next season』が連載された。
1994年にノベルズ化、1995年と1997年にドラマCD化、1997年と1999年にPlayStationでゲーム化、1998年に#テレビドラマ化、1999年と2000年に舞台化、2000年に#テレビアニメ化と手広くメディア展開された。原作コミックのReportを忠実に再現したドラマCD以外はいずれも原作の世界観のみ踏襲したものであり、ストーリーは何れも各脚本家によるオリジナルである。
2012年より講談社の青年漫画雑誌『イブニング』にて、同じ作者コンビによる新シリーズ『BOYS BE…〜adult season〜』と、『週刊漫画ゴラク』（日本文芸社）にて、玉越の単独名義で近未来の男女人口比率が逆転した男尊女卑な日本を舞台にした事実上の派生作『GIRLS BE…』（非18禁・性描写あり）の不定期掲載が開始されている。
2017年より出版社を変え、KADOKAWAの『月刊ドラゴンエイジ』にて、同じ作者コンビによる新シリーズ『BOYS BE…〜young adult〜』にて、従来のような少年をメインにしたストーリーではなく社会人を中心にした大人の恋愛模様を展開した。
なお、同作者による類似した世界観を持つ他作品として、『ガチャガチャ』『Doする!?パラダイス』『ラスト〜僕らは未来のために〜』およびYA!ENTERTAINMENTの『ウラナリ』などがある。

## ストーリー
基本的に登場人物や舞台（学校）がエピソード毎に変動し完結するオムニバス方式の作品であり、主にへたれな男子高校生・中学生の主人公が日常生活においてクラスメイトや幼馴染など身近にいる女性を恋愛対象と意識するようになり、痴話喧嘩やすれ違いを経て恋仲として親交を深めていく様を、女性の心理描写を交えながら主人公の目線で繰り広げるストーリーとなっている。殆どのエピソードがハッピーエンドとなっているが、これは連載初期にバッドエンドのストーリーを混ぜたところ、読者アンケートの得票数が下がったため、基本的にハッピーエンドとする方針になったことによる。しかしながら現実には作中のように上手く恋愛成就しないとの評も1997年に発行された公式ガイドブックやマガジンCDブックのライナーノーツで触れられている。
1エピソード1回完結が原則であるが、前後中編で2-3話に連続するパターンもある。『L CO-OP』ではストーリーの連続性を取り入れ、高校生活で恋愛成就させることを目標とする同好会「恋愛生活協同組合(Love CO-OP)」のメンバーをレギュラーキャラに据えて、その周辺人物である準レギュラーキャラたちとローテーションで活躍をする形式であった。
作風は純愛に徹しているが、主人公が女性キャラに興味を抱くきっかけがパンチラやブラチラなどのチラリズムであったり、アクシデントで乳房に触れる・押し倒すなどのお色気漫画的な描写は多い。勃起・エロ本・エロビデオ・自慰など主人公の思春期男子に纏わる生理現象（下ネタ）を赤裸々に絡めた話（2nd Seasonまで）や、単純に異性の身体やおしゃれに興味を抱くエピソード、彼女との初体験（童貞喪失）を主題にした話も散見している。恋愛関係は基本的にキスあるいは性行為の未遂で完結であるが、ごくごく一部のエピソードでは場の流れで性行為をやり遂げてしまうものもある（具体的な性描写は無い）。女性と親しくなるきっかけとして、主人公たち（未成年）の飲酒も数多く描写されていた。
1st Season末期からはそれまで男女の馴れ初めを描いていたものから、既に恋仲となっていて親交を深めていく様を日常の些細な事柄やギャグを散りばめて描いたラブコメ調のストーリーへと変化していき、2nd Seasonは大半のエピソードがラブコメとなっている。これに連動するようにお淑やかであったヒロインの性格が徐々に活気のあるものへ変化し、強い個性を持つ者も登場した。『ガチャガチャ』『Doする!?パラダイス』の連載を挟んだ2009年1学期以降は男性主人公が幼い顔つきになるなど、登場人物の描写が時代に合わせて変化している。L CO-OPでは現役高校生たちを取材し、連載当時の流行を採り入れている。

### 作品舞台
大まかな舞台は都内となっており、通学風景によく京王・小田急多摩センター駅や、JR西ノ原駅という架空の駅（市が尾駅がモデル）が登場する。また、石神井公園駅など玉越が住んでいる練馬区周辺も登場するため、特定とした場所はない。学校についてもエピソード毎に変動しており、制服も学生服・セーラー服かブレザータイプが登場する。
『L CO-OP』では連載開始前にイタバシの出身校である中央大学杉並高等学校を取材し、西東京郊外にあるニュータウン（現実には多摩ニュータウン）を舞台設定としていることが『2nd Season』KCコミックス20巻の巻末で記されている。
『next season』では東急田園都市線の市が尾駅がそのまま登場している。

### 登場人物（L CO-OP）
- レギュラー
  - 大矢英志（ヒデ）
  - 山本道由（山ちゃん）
  - 脇田（ワッキー）
  - 出水稟々香（りりか）
  - 四方季理子（きりこ）
  - 犬神ちほ（ポチ）
- 準レギュラー
  - 金子純一
  - 根津このみ

## 書誌情報

### 単行本
- イタバシマサヒロ（原作）/ 玉越博幸（作画） 『BOYS BE…〜新恋愛白書〜』 講談社〈講談社コミックス〉、全32巻
  1. 1992年1月13日発売[2]、ISBN 4-06-311751-0
  2. 1992年2月10日発売[3]、ISBN 4-06-311757-X
  3. 1992年4月13日発売[4]、ISBN 4-06-311776-6
  4. 1992年6月12日発売[5]、ISBN 4-06-311795-2
  5. 1992年7月10日発売[6]、ISBN 4-06-311808-8
  6. 1992年10月13日発売[7]、ISBN 4-06-311832-0
  7. 1992年12月10日発売[8]、ISBN 4-06-311854-1
  8. 1993年2月9日発売[9]、ISBN 4-06-311872-X
  9. 1993年3月11日発売[10]、ISBN 4-06-311883-5
  10. 1993年5月13日発売[11]、ISBN 4-06-311903-3
  11. 1993年8月5日発売[12]、ISBN 4-06-311930-0
  12. 1993年9月14日発売[13]、ISBN 4-06-311939-4
  13. 1993年12月13日発売[14]、ISBN 4-06-311969-6
  14. 1994年2月14日発売[15]、ISBN 4-06-311986-6
  15. 1994年4月12日発売[16]、ISBN 4-06-312005-8
  16. 1994年6月10日発売[17]、ISBN 4-06-312027-9
  17. 1994年8月4日発売[18]、ISBN 4-06-312044-9
  18. 1994年10月11日発売[19]、ISBN 4-06-312061-9
  19. 1994年12月12日発売[20]、ISBN 4-06-312082-1
  20. 1995年2月14日発売[21]、ISBN 4-06-312103-8
  21. 1995年4月11日発売[22]、ISBN 4-06-312123-2
  22. 1995年6月12日発売[23]、ISBN 4-06-312146-1
  23. 1995年8月10日発売[24]、ISBN 4-06-312166-6
  24. 1995年10月13日発売[25]、ISBN 4-06-312185-2
  25. 1995年12月7日発売[26]、ISBN 4-06-312209-3
  26. 1996年2月14日発売[27]、ISBN 4-06-312231-X
  27. 1996年5月14日発売[28]、ISBN 4-06-312267-0
  28. 1996年7月15日発売[29]、ISBN 4-06-312290-5
  29. 1996年9月13日発売[30]、ISBN 4-06-312312-X
  30. 1996年11月13日発売[31]、ISBN 4-06-312335-9
  31. 1996年12月11日発売[32]、ISBN 4-06-312348-0
  32. 1997年1月14日発売[33]、ISBN 4-06-312371-5
- イタバシマサヒロ（原作）/ 玉越博幸（作画） 『BOYS BE… 2nd Season』 講談社〈講談社コミックス〉、全20巻
  1. 1997年4月15日発売[34]、ISBN 4-06-312401-0
  2. 1997年5月14日発売[35]、ISBN 4-06-312410-X
  3. 1997年7月15日発売[36]、ISBN 4-06-312435-5
  4. 1997年10月15日発売[37]、ISBN 4-06-312468-1
  5. 1997年12月13日発売[38]、ISBN 4-06-312490-8
  6. 1998年2月13日発売[39]、ISBN 4-06-312512-2
  7. 1998年4月15日発売[40]、ISBN 4-06-312536-X
  8. 1998年6月15日発売[41]、ISBN 4-06-312557-2
  9. 1998年8月10日発売[42]、ISBN 4-06-312581-5
  10. 1998年10月14日発売[43]、ISBN 4-06-312607-2
  11. 1998年11月14日発売[44]、ISBN 4-06-312617-X
  12. 1999年1月12日発売[45]、ISBN 4-06-312641-2
  13. 1999年3月15日発売[46]、ISBN 4-06-312662-5
  14. 1999年6月15日発売[47]、ISBN 4-06-312701-X
  15. 1999年8月10日発売[48]、ISBN 4-06-312726-5
  16. 1999年10月13日発売[49]、ISBN 4-06-312746-X
  17. 1999年12月13日発売[50]、ISBN 4-06-312784-2
  18. 2000年3月14日発売[51]、ISBN 4-06-312812-1
  19. 2000年5月15日発売[52]、ISBN 4-06-312838-5
  20. 2000年7月14日発売[53]、ISBN 4-06-312866-0
- イタバシマサヒロ（原作）/ 玉越博幸（作画） 『BOYS BE… L CO-OP』 講談社〈講談社コミックス〉、全6巻
  1. 2000年8月8日発売[54]、ISBN 4-06-312877-6
  2. 2000年10月14日発売[55]、ISBN 4-06-312896-2
  3. 2000年12月13日発売[56]、ISBN 4-06-312917-9
  4. 2001年2月14日発売[57]、ISBN 4-06-312938-1
  5. 2001年4月13日発売[58]、ISBN 4-06-312960-8
  6. 2001年6月13日発売[59]、ISBN 4-06-312987-X
- イタバシマサヒロ・玉越博幸・週刊少年マガジン（監） 『BOYS BE… Last Season』2001年6月13日発売[60]、ISBN 4-06-334424-X
- イタバシマサヒロ（原作）/ 玉越博幸（作画） 『BOYS BE… pre-season』 講談社〈講談社コミックス〉、2010年1月15日発売[61]、ISBN 978-4-06-384243-2
- イタバシマサヒロ（原作）/ 玉越博幸（作画） 『BOYS BE… next season』 講談社〈講談社コミックス〉、全6巻
  1. 2010年4月16日発売[62]、ISBN 978-4-06-384287-6
  2. 2010年8月17日発売[63]、ISBN 978-4-06-384354-5
  3. 2011年1月17日発売[64]、ISBN 978-4-06-384434-4
  4. 2011年7月15日発売[65]、ISBN 978-4-06-384525-9
  5. 2011年12月16日発売[66]、ISBN 978-4-06-384606-5
  6. 2012年4月17日発売[67]、ISBN 978-4-06-384659-1
- イタバシマサヒロ（原作）/ 玉越博幸（作画） 『BOYS BE…〜young adult〜』 KADOKAWA〈ドラゴンコミックスエイジ〉、全2巻
  1. 2018年4月9日発売[68]、ISBN 978-4-04-072665-6
  2. 2018年10月9日発売[69]、ISBN 978-4-04-072915-2

### 文庫版
- イタバシマサヒロ（原作）/ 玉越博幸（作画） 『BOYS BE…』 講談社〈講談社漫画文庫〉、全10巻
  1. 「1991」2002年9月12日発売[70]、ISBN 4-06-360361-X
  2. 「1992」2002年9月12日発売[71]、ISBN 4-06-360362-8
  3. 「1993」2002年10月11日発売[72]、ISBN 4-06-360381-4
  4. 「1994」2002年10月11日発売[73]、ISBN 4-06-360382-2
  5. 「1995」2002年11月12日発売[74]、ISBN 4-06-360399-7
  6. 「1996」2002年11月12日発売[75]、ISBN 4-06-360400-4
  7. 「1997」2002年12月12日発売[76]、ISBN 4-06-360426-8
  8. 「1998」2002年12月12日発売[77]、ISBN 4-06-360427-6
  9. 「1999」2003年1月10日発売[78]、ISBN 4-06-360463-2
  10. 「2000」2003年1月10日発売[79]、ISBN 4-06-360464-0

### 小説
- イタバシマサヒロ（著）/ 玉越博幸（作画） 『BOYS BE…〜新恋愛白書〜』 講談社〈マガジンノベルス〉
  1. 1994年9月16日発売[80]、ISBN 4-06-324302-8
  2. 1995年4月10日発売[81]、ISBN 4-06-324305-2
  3. 1996年10月22日発売[82]、ISBN 4-06-324315-X

### 関連書籍
- 『BOYS BE… 101のLove・Seminar』1995年6月7日発売[83]、ISBN 4-06-207673-X
- 『BOYS BE… 公式カイドブック ボ－イズ・ビ－ せつないねテキスト』1997年10月21日発売[84]、ISBN 4-06-319865-0

## CD

### ドラマCD
原作コミックのReportをドラマCD化したもので、以下の3タイトル発売された。青二企画が製作協力しており、当時の青二プロダクション所属者が出演している。

#### BOYS BE… 新恋愛白書
1995年1月20日にメディアレモラスから発売。

##### 声の出演
- ナレーション:千葉麗子

Report 1 「チョコ from ミス X」
- 河本一郎:沼田祐介
- 高見愛子:久川綾
- 母:矢津田美恵子
- 妹:柳瀬洋美
- 男1:田中一成
- 日直:中尾みち雄
- 先生:川津泰彦

Report 2 「桜舞い散る中で…」
- 藤沢健二:緑川光
- 香坂鈴菜:緒方恵美
- 男1:川津泰彦
- 男2:田中一成
- 男3:中尾みち雄
- 女1:柳瀬洋美

Report 3 「教室に二人きり…ドキッ」
- 岡本健太郎:林延年
- 工藤京子:永島由子
- 男1:田中一成
- 女1:柳瀬洋美
- 先生:川津泰彦

Report 4 「ケアレス・ウィスパー」
- 植木和浩:太田真一郎
- 池山涼子:冬馬由美
- 男2:中尾みち雄
- 男3:川津泰彦

Report 5 「ゆ・う・わ・く from…」
- 中村俊也:置鮎龍太郎
- 永井マミ:國府田マリ子
- 母:矢津田美恵子

##### 主題歌
オープニングテーマ「感じてサイン」
- 作詞:倉嶋夏子
- 作編曲:久保こーじ
- 歌:井上美紀

エンディングテーマ「BOYS BE…」
- 作詞:梅田彰宏
- 作編曲:久保こーじ
- 歌:井上美紀

#### マガジンCDブック 『BOYS BE…』
1997年6月25日に講談社から書籍扱いで発売。

##### 声の出演
- ナビゲーター:谷口あゆみ

Report 1 「深層心理を探れ!マル秘テスト!!」
- 本城カナエ:笠原留美
- 田中民生:草尾毅

Report 2 「熱闘!?恋の甲子園」
- 白鳥綾乃:大野まりな
- 返見良太:林延年

Report 3「勝手にイマジネーション!」
- 河口エミリ:平松晶子
- 梶原省蔵:緑川光

Report 4「いつか桜の木の下で」
- 桜井サチコ:豊嶋真千子
- 鏡陽子:前田このみ
- 岸上秀樹:野島健児

Report 5「How to First Kiss!?」
- 堀川美里:金月真美
- 安田トオル:太田真一郎

その他
- 吉永孝宏
- 大野まりな
- 遠藤守哉
- 米本千珠
- 中井和哉
- 堀江秀尚
- 高塚正也
- 岡田加奈子
- 西脇保
- 藤巻恵理子

#### ドラマティックCDコミック 『BOYS BE…』
1998年5月21日にワンダーエンターテイメントから発売。収録内容はマガジンCDブックと同一で、パッケージデザインが異なっている。

### オリジナル・サウンドトラック
1997年に女性声優の豊嶋真千子と桑島法子のデュオでユニット「GIRLS BE」を結成し、イタバシの作詞による原作のイメージソングを含んだCDがビクターエンタテインメントから発売された。
さよならは言わない BOYS BE…オリジナル・サウンドトラック
- 1997年2月21日発売

GIRLS BE… 真夜中においでよ
- 1997年6月21日発売

## テレビゲーム

### BOYS BE…（ゲーム）
玉越によるキャラクターデザイン（原作に登場したキャラクターもある）による恋愛シミュレーションゲームとして、1997年3月28日に講談社から発売された。

#### 主題歌（ゲーム第1作）
- オープニングテーマ曲「恋のゆくえ」作詞：豊田仮名、作曲：森山ゆか、唄：浅田葉子
- エンディングテーマ曲「Love Police」作詞：豊田仮名、作曲：M.C.Noric、唄：池澤春菜

### BOYS BE… 2nd season（ゲーム）
玉越によるキャラクターデザイン（原作に登場したキャラクターもある）による恋愛シミュレーションゲームとして、1999年9月22日に講談社から発売された。

#### 主題歌（ゲーム第2作）
- オープニングテーマ曲「あなたのこと一番に思うよ」作詞・作曲：松浦善博、唄：滝本沙奈
- エンディングテーマ曲「ふたりで」作詞・作曲：松浦善博、唄：滝本沙奈

### BOYS BE…タイピング恋愛白書
玉越によるキャラクターデザイン（原作に登場したキャラクターもある）によるタイピングゲームとして、2002年3月14日にサンソフトから発売された。
プレイヤーは毎回異なる主人公となり、5人と5つの全く異なるストーリーをプレイする形式になっていて、各ストーリーはストーリー部とタイピング部分で構成されている。

## テレビドラマ
1998年10月4日から12月27日まで、日本テレビ系列で『BOYS BE…Jr.』（ボーイズ ビー ジュニア）のタイトルで放送された。
基本的にはテレビドラマであるが、ドラマパートだけでなく、レギュラー出演者によるトークコーナーなどもあり、原作の読者層とは逆転した女性をターゲットにした内容となっていた。

### 登場人物（テレビドラマ）

#### 第1回「白熱!恋愛したい症候群」
ユウ
演 - 松本潤
イズミ
演 - 優香
タケシ
演 - 小場賢

#### 第2回「キミと密かに以心電信!」
エツオ
演 - 大坂俊介
渚
演 - 新山千春
タツヤ
演 - 風間俊介

#### 第3回「舌戦!?乱戦!?NO NO GIRL!!」
ユウジ
演 - 村上信五
ミチル
演 - 仲根かすみ
マサオ
演 - 松本和希
アキラ
演 - 上里亮太
タケシ
演 - 山崎哲寛
教師
演 - 鶴田東

#### 第4回「マジカルキッスは誰がために!?」
コウジ
演 - 浜田一男
カナエ
演 - 篠原直美
タケシ
演 - 高橋譲
ツヨシ
演 - 松本和希

#### 第5回「ON AIR!ボクの告白」
植木和浩
演 - 生田斗真
池山涼子
演 - 愛里
中田
演 - 秋山純
三浦
演 - 穴沢真啓

#### 第6回「イミテーションカップル」
杉山寛治
演 - 相葉雅紀
祐子
演 - 原史奈
正樹
演 - 大坂俊介
堅
演 - 松本和希
その他
演 - 古屋暢一、屋良朝幸、町田信吾、矢代徳久、鈴木美保子、岩崎典子、高橋歩、金高絵美、窪上明日香、志村仁志、椙本真由美

#### 第7回「お邪魔DEカップル5×5」
影山良太
演 - 小原裕貴
磯真喜子
演 - 矢沢心
その他
演 - 浜田一男、大坂俊介、穴沢真啓、高橋譲、小場賢、石塚友紀子、山信田千智、横山美直子、酒井若菜

#### 第8回「初めてのデートは…」
瀬尾
演 - 山下智久
飯田
演 - 前田亜季
その他
演 - 秋山純、長谷川純、宮城俊太、渡辺慎一郎、川田有穂、河辺千恵子

#### 第9回「教えて!My teacher」
岡田
演 - 浜田一男
相川
演 - 今井翼
ドンハブ
演 - 古田新太
永島
演 - 藤森タ子
その他
演 - 村上昭人、中重哲也、橋本裕貴

#### 第10回「イケてる男大改造計画」
タケシ
演 - 小原裕貴
レイコ
演 - 蒼和歌子
その他
演 - 大坂俊介、浜田一男、古屋陽一、山上賢治

#### 第11回「初めての疑惑!?」
- 穴沢真啓、大坂俊介、古屋暢一

#### 第12回「クリスマスは君と一緒に」
ケンジ
演 - 今井翼
ヨウコ
演 - 直瀬遥歩
ナオユキ
演 - 相葉雅紀
その他
演 - 堀江慶、市川勉

### 放送日程（テレビドラマ）
| 話数   | タイトル                     | 放送日   | 主演     | 挿入歌                            | エンディング曲             |
| ------ | ---------------------------- | -------- | -------- | --------------------------------- | -------------------------- |
| 第1回  | 白熱!恋愛したい症候群        | 10月4日  | 松本潤   | 恋はあせらず Can Do! Can Go!      | Can Do! Can Go!            |
| 第2回  | キミと密かに以心電信!        | 10月11日 | 大坂俊介 | ジェットコースターロマンス        | 世界は僕らを待っている     |
| 第3回  | 舌戦!?乱戦!?NO NO GIRL!!     | 10月18日 | 村上信五 | I Believe in Myself 恋はあせらず  | I Believe in Myself        |
| 第4回  | マジカルキッスは誰がために!? | 10月25日 | 浜田一男 | 愛してる愛してない                | 愛してる愛してない         |
| 第5回  | ON AIR!ボクの告白            | 11月1日  | 生田斗真 | 愛されるより愛したい （音声のみ） | I Believe in Myself        |
| 第6回  | イミテーションカップル       | 11月8日  | 相葉雅紀 | Keep on runnin'                   | Can Do! Can Go!            |
| 第7回  | お邪魔DEカップル5×5          | 11月15日 | 小原裕貴 |                                   | ジェットコースターロマンス |
| 第8回  | 初めてのデートは…            | 11月22日 | 山下智久 |                                   | 世界は僕らを待っている     |
| 第9回  | 教えて!My teacher            | 11月29日 | 浜田一男 |                                   | 恋はあせらず               |
| 第10回 | イケてる男大改造計画         | 12月6日  | 小原裕貴 |                                   | 愛してる愛してない         |
| 第11回 | 初めての疑惑!?               | 12月13日 | 穴沢真啓 |                                   | TIME ZONE                  |
| 第12回 | クリスマスは君と一緒に       | 12月20日 | 今井翼   |                                   | 恋はあせらず               |
| 第13回 | 最終回!BESTアカンデー大賞    | 12月27日 |          |                                   | 恋はあせらず               |

| 日本テレビ系 日曜朝11:40 - 12:00枠                                                         | 日本テレビ系 日曜朝11:40 - 12:00枠                                | 日本テレビ系 日曜朝11:40 - 12:00枠    |
| 前番組                                                                                     | 番組名                                                            | 次番組                                |
| ------------------------------------------------------------------------------------------ | ----------------------------------------------------------------- | ------------------------------------- |
| Gyu!と抱きしめたい! （1998年4月5日 - 9月27日） ※11:40 - 13:00 【この番組までバラエティ枠】 | BOYS BE…Jr. （1998年10月4日 - 12月27日） 【この番組からドラマ枠】 | 熱血恋愛道 （1999年1月10日 - 5月2日） |

## 舞台版
村尾幸三の脚本・演出。

### BOYS BE…ALIVE
1999年5月にサンシャイン劇場で上演。『2nd Season』コミックス15巻・18巻の巻末で作者両名による観劇記が掲載されている。
- キャスト
  - ミズホ：森野文子
  - 斎藤智美：中島礼香
  - さちこ：小村美佳

- 日替わりゲスト
  - 斉藤レイ
  - 原史奈
  - ANZA
  - 岩名美紗子
  - 坂井ひろみ

### BOYS BE…ALIVE TRY AGAIN
ALIVEの再演版として2000年に博品館劇場で上演。当時人気を博した若手アイドル・タレントが多数出演した。DVDビデオ化されている。
- キャスト
  - ミズホ：酒井彩名
  - 斉藤留美：中島礼香
  - 下田：桂亜沙美
  - リナ：奈良沙緒理
  - 矢島朋子：斉藤のぞみ
  - 伊藤：三原珠紀
  - 寺田ゆみ：吉川茉絵
  - 今村：山浦摩美
  - 松本：中丸シオン
  - 美久：尾羽智加子
  - シンヤ：多田明弘
  - 正太郎：幸村吉也

- 日替わりゲスト
  - 4月1日 - 加藤夏希
  - 4月2日 - 酒井若菜
  - 4月3日 - ベッキー
  - 4月4日 - 佐藤江梨子
  - 4月5日 - 小池栄子
  - 4月6日 - 尾崎沙也
  - 4月7日 - 三津谷葉子
  - 4月8日 - 吉井怜
  - 4月9日 - 鮎川なおみ

## テレビアニメ
2000年4月11日から7月4日まで、WOWOWアニメ作品として毎週火曜日18時30分からノンスクランブル放送された。ハルフィルムメーカーの2作品目であり、セイバーマリオネットJ to Xの制作スタッフが一部続投している。キャラクターデザインの原型は玉越が提供している。
“都立音羽之森西高校”に通う神崎恭一と幼馴染みの新田千春の「初恋 (村下孝蔵の曲)」をモチーフにした淡い恋を主軸に、クラスメイト6人（男女3人ずつ）のレギュラーキャラ1人ずつにスポットを当てて各話毎に様々な恋が描かれた。ストーリーは連続しており、4月を起点にした1話から3話毎に季節が巡り、12話で2001年のカウントダウンを通り過ぎ、高校3年の初夏を迎えた13話で完結した。
原作2nd Seasonのコミックス19巻巻末にアニメ版の紹介とイタバシ・玉越のコメントが掲載されており、監督の下田正美は打ち上げで次のような発言をしたとのこと。
連載末期に差し掛かっていた原作では既にラブコメものが中心となっていたが、1st Season中期まで見られた純愛ものをベースにしたもどかしいストーリーや萌え要素を出さないなど意図が反映されており、イタバシはその姿勢に好感を得たと結んでいる。作品中盤で千春がアバンチュールをするというメロドラマや恋愛映画のような展開を見せてアニメファンの期待を裏切ると共に、普段アニメを観ない視聴者にも受け容れられるように苦慮して作り上げた旨がDVD-BOXの小冊子の解説で明らかにされている。
オープニングとアイキャッチは宮本拓によるテレビアニメとしては当時珍しかった全編実写映像であり、エンディングもホワイトバックに一人の少女が佇んでいるだけのシンプルなアニメーションとなっている。作中に登場する風景写真・ポスターや雑誌の広告などで実写合成が行われ、小物類で実在する意匠を扱ったり、10話ではレンタルビデオ店でパイオニアLDCらが当時実際に販売している洋画DVDのポスター掲示や「シン・レッド・ライン」のプロモーション映像をモニターに流すなど、デジタルアニメの特徴を活かして現実世界を引き出す演出も行われた。
本放送時はライコスジャパンとタイアップしたCM「ライコス CMタイム」が流れ、2000年に発売されたDVD6巻に収録されている。
地上波で毎日放送（「アニメシャワー」枠）・中部日本放送（「アニメステーション」枠）、とちぎテレビで再放送されたことがある。再放送版はクレジットの一部を差し替えたものが使用されている。
2000年7月から12月にかけてパイオニアLDCからDVDビデオ・VHSソフト(全6巻)が発売された。その後、2005年11月25日にRONDO ROBE SELECTIONシリーズとして廉価版DVD-BOX3枚組がジェネオン・エンタテインメントから数量限定生産で発売されている（「ライコス CMタイム」および設定資料静止画の一部は未収録）。

### 登場人物
神崎恭一（かんざき きょういち）
声 - 鈴村健一
音羽之森西高校の男子生徒で主人公。美術部で油絵の風景画を描いている。柔和でお人好しな性格でマコト・美彦と仲が良いが、内弁慶で姉のさやかには当たる事がある。恋は奥手で、2年生に進級した春に女の魅力を増した幼馴染みの千春に好意を抱いている事に気づき、マコトから「遅い発情期に入った」と冷やかされる。
千春とは片思いで良いと明確な告白はせず、親しい友達として付き合うようになるが夏休みに大会出場を控えた千春が部活の練習を優先させたためすれ違うようになる。合宿先で怪我をして大会欠場となり、その傷心から岡崎に惹かれ自己嫌悪に陥った千春からバイト先に電話があったものの、千春の言葉が「（岡崎に惹かれている）私のこと怒ってくれる？」「（岡崎のことを）好きになるかもしれない」という曖昧なものであったことに加え、合宿先での花火大会やバイト先の騒音によりお互いの声が聞こえる状態ではなかった。その後は千春を驚かせようとバイト先から合宿先へお土産をもってきたマコトと恭一が到着、運悪くマコトだけが二人のキスを目撃してしまい、絶交状態になってしまう。千春は岡崎と夜のドライブに出かけただけで、岡崎も千春もお互いに好きな人がいるため夜通し喋り通しただけであり、もう会うこともないということで最後に軽くキスをしただけであったが、千春の怪我や岡崎の気遣いなどの前後の事情を知らない恭一は酷く傷ついてしまっていた。
二学期になると夢に挫折しかけ傷心であったショーコと親交を深めてキスを交わすも、千春に未練を残して戸惑いを抱え、ナイーブな側面が強調されて行く。10話で世界が崩壊したような夢を見るようになり、レンタルビデオ店でアルバイトを始めて琢也と知り合うが、それを見聞きしたマコトからは男が好きになった疑惑を投げかけられる。千春から事情を聞く機会は見つけられないままであったが軽い挨拶程度は続けていた。
大晦日に誤解は解けかけるが気持ちに踏ん切りがつけられず和解には至らなかった。13話では春休みを利用して北海道へ感傷旅行に赴くが諸事情を経てチハル・ライヒアとの観光旅行になってしまう。開けっ広げなチハラに戸惑い時として惹かれつつも、千春以外の女性といても男女の関係など何も無く千春のことを思い出すばかりだったことにより、千春と岡崎のキスも男女の関係によるものではなかったのだと自分の誤解にも気づく。そして気持ちに区切りをつけられない恭一の粗雑な対応を受けてもずっと自分を待ってくれていた千春の気持ちにも気付くなど大きく成長を遂げる。
春休みの終わりに合わせて旅行から帰った際には再び千春と笑顔で再会することができた。
5話の予告ナレーションのみ、鈴村が演じる同時期に出演していた別作品の主人公の口調になっており、マコトが「キャラが違うぞ」と突っ込んでいた。
キャラクターデザインが3パターン（幼少時/高校入学時の写真・1-7話・8話-13話）あり、千春との失恋を境に青年へと変化して行く。なお、キャラクターの造形そのものは原作1st Season末期から2nd Seasonにかけて多く描かれた主人公（名前は毎回変動）に近いものとなっている。
胡桃沢マコト（くるみざわ まこと）
声 - 石田彰
恭一のクラスメイト。茶髪でノリが軽い性格。美女と恋に落ちる事を願望としており、Aランク以上の女子生徒のプロフィールをPDAやノートパソコン（VAIO）に写真付きで登録し、目星の女性の胸やスカートを遠くから凝視するなどしている。恭一に対して「女いない病」などと恋のアドバイスをしている。しかし、恋愛はマニュアル本や占いソフトに依存しており、好意を抱いた女性になかなか口を出すことができないシャイな一面を持つ。2話でバイクで脇見運転をして交通事故に遭い、5日間の入院生活で退屈しないように配慮してくれた見習い看護師の鷹野みすきに好意を抱くが、9話で有美と交際するようになる。6話で女風呂を出歯亀しようとしたり、ノートパソコンにエロ画像を入れたり、恭一のバイト先にAVをレンタルしに来たり、琢也と親しくなった恭一にリハビリと称してAV観賞を奨めるなど、スケベで常に発情期状態であることを自認している。母親が営んでいる喫茶店の手伝いをしている。
剣城美彦（けんじょう よしひこ）
声 - 石川英郎
恭一のクラスメイト。野球の天性的な腕前から野球部にスカウトされ所属しているが、部活に出ずに恭一やマコトと共にいる事が多い。試合には出るものユニフォームのボタンを外して臨んだり、夜9時前には就寝するなどマイペースな一面もある。ひょんな事で知り合った女性からアプローチされては振り回され、部活の女子マネージャーである夏江と付き合うようになる。ひょんな恋に貪欲なマコトと奥手な恭一の中間のポジションにいて、男気ある硬派な性格で二人の考えの隔たりをまとめるような一言を発する女房役であるが妄想癖が強い。ナンパ野郎という裏設定がある。
新田千春（にった ちはる）
声 - 村井かずさ
恭一たちのクラスメイトである女子生徒。陸上部に所属。マコトや剣城からは「野人」呼ばわりされ女と見られていない。部活で鍛えた運動神経と長身のプロポーションは抜群であり、優等生タイプで部活の練習にも余念が無い。神崎家で夕食を共にしたり年越しを迎えるなど幼馴染みの恭一は身近にいる存在で、好意は全く無かった。あくる日に部活の先輩である反町から告白を受けるも断り、恭一と友達以上恋人未満の仲で親交を深めていく。
夏休みに大会出場を控えた部活の練習を優先させたため恭一とすれ違うようになる。7話で合宿先にて岡崎と知り合い最初は軽い男と判断し嫌悪していたものの、千春が怪我をして落ち込んでいる際に偶然再会、意外にも外見と違う紳士的な対応や真剣に励ましてくれる姿に心惹かれる。そんな自分の気持ちに気付くと同時に、岡崎も日々の忙しさによる好きな人とのすれ違いに悩んでいることを知り、似た境遇の彼に惹かれつつもあきらめなければならないことを悟る。恭一を意識しつつ岡崎にも惹かれてしまうという自己嫌悪に陥り、恭一に電話で「（岡崎に惹かれている）私のこと怒ってくれる？」「（岡崎のことを）好きになるかもしれない」と告白するが、千春の合宿先での花火大会や恭一のバイト先の騒音によりお互いの声が聞こえる状態ではなく、恭一も仕事が残っていたため電話を切ってしまう。その後は岡崎と夜のドライブに出かけるものの、岡崎も千春もお互いに好きな人がいるため夜通し喋り通すだけにとどまり、お互いの恋路を励ます形でお別れとなる。しかし、もう会うこともないということで最後に軽くキスをして別れる瞬間、千春を驚かせようとバイト先から合宿先へお土産をもってきたマコトと恭一が到着、運悪くマコトだけが二人のキスを目撃してしまい、絶交状態になってしまう。
二学期になって傷心の恭一が夢の壁にぶつかり荒れていたショーコと付き合い始めたこともあり、事情を説明できない状態が続くも軽い挨拶程度は続けていた。年末も気まずい状態が続き悩んでいたが、美彦と夏江の仲睦まじいい様子も見て奮起、恭一が自分の許に戻ってくるまで待ち続けることにする。その想いは実り、冬休みの傷心旅行を経て帰ってきた恭一は千春の想いに気付くなど大きく成長しており、二人は笑顔で再会することができた。
水谷亜紀（みずたに あき）
声 - 白鳥由里
恭一・千春たちのクラスメイト。ミーハーで飽きっぽい性格ながら乙女心を兼ね備えている。4話で中学の同級生で別の高校へ進学した元カレの上野剛と再会する。新田千春として玉越によりキャラクターデザインの原型が描かれたが、下田監督の要請により新たに新田千春のキャラクターが描き下ろされることになった。
風間有美（かざま ゆみ）
声 - 長沢美樹
恭一・千春たちのクラスメイト。乙女チックな眼鏡っ娘で内向的な性格であるが、9話でマコトに旧友の恵里香とのデートの取り持ちを頼まれ、マコトと接しているうちに好意を抱き両思いの仲となる。12話でマコトと2001年のカウントダウンを迎えた。
神崎さやか（かんざき さやか）
声 - 折笠富美子
恭一の姉。1話と12話に登場。職業・年齢不詳。帰宅が遅い両親に代わり家事全般をこなしている。家に来る千春を妹のように可愛がっており、恭一が好意を抱いていることに気づいていない。
新田大輔（にった だいすけ）
声 - 松本保典
千春の従兄で25歳。5話と7話に登場。漁師で海の家「マリンハウス新田」を経営しており、夏休みに恭一とマコトが住み込みのアルバイトをしに訪れる。男衆には頑固だが、非常に妹思いである。
新田菜緒（にった なお）
声 - 石橋千恵
大輔の妹で18歳。千春の従姉にあたる。病弱で高校の出席日数が足りず留年しており、同い年の友人がいない。兄を尊敬している。5話と12話に登場。
堀川夏江（ほりかわ なつえ）
声 - 水野愛日
6話に登場する音羽之森西高校野球部のマネージャーを務める1年生の女子。自身が選手として甲子園に出場する夢を抱いて練習に余念が無く、練習をサボる美彦に空振りを浴びさせる腕前を持つ。女子は甲子園に出られない事を美彦から告げられると、熱中する対象が野球から美彦へと移って行き、恋人として交際するようになる。12話で美彦と2001年のカウントダウンを迎えた。
佐山ショーコ（さやま しょーこ）
声 - 今井由香
8話に登場する恭一のクラスメイト。一匹狼でクラスから浮いていて不良っぽい性格。授業中にMDプレーヤーを聞いていて教師に没収され、自販機に蹴りを入れて自棄になっていたのを恭一にフォローされ知り合う。歌手志望で、大阪のロックバンドのボーカルオーディション参加を遠距離だからと戸惑っていたが、恭一に背中を押され急接近する。恭一が千春に未練を抱いている事を見抜いており、千春の代わりにはなりたくないと告げていた。オーディションに合格したことで高校を中退し、恭一から離れた。13話で歌手としてラジオ番組に出演していた。
原作から引用した唯一のキャラクターであり、2nd SeasonのReport.24においてアマチュアロックバンドのボーカルを務めるヒロイン役の女子生徒として登場している。
横田琢也(よこた たくや)
声 - 子安武人
9-10話に登場する恭一のバイト仲間。同じ高校の同じ部活に所属する同級生。物静かで十字架のイヤリングを付けている。イケメンであるが物静かな性格で普段は前髪で顔を隠しているため学校では目立たない生徒。片思いしている部活の先輩・合田玲子をデッサンして周囲に冷やかされるのを目撃するまで、恭一は同級生どこかろか同じ部活のメンバーだと気付かなかった。バイトの際はセンスの良い私服で前髪も隠しておらず頼れるバイト仲間であるなど、学校とは違う顔を見せている。夢に現れる十字架と横田基地の軍用機の連想から恭一は琢也を捜し求めていたと感じる。片思いを告白すべきか恋の悩みを恭一に打ち明けたり、千春との別れ話を聞いて恭一に同情したことでお互いの寂しさを補完し合う親密な仲となり、他作品の渚カヲルのような役回りにいた。玲子に告白するもフラれたが、気持ちが吹っ切れてバイトを辞め、美術学校を目指すために姿を消した。
少女（チハル・ライヒア）
声 - 林原めぐみ
最終話に登場するブロンズヘアーの天真爛漫な女性。北海道の空港で恭一とぶつかった縁でバイクにタンデムさせ、富良野のラベンダー畑などを巡り自分の家（アトリエ）へ招き入れる。お人好しな恭一をシリアスなジョークで弄んでいた。木彫の彫刻家であり、恭一の風景画を見て「息苦しい絵だね」と感想を述べる。その息苦しさを吹っ切れさせるために恭一と星空輝く夜の森へ繰り出す。父親がフィンランド人・母親が日本人のハーフで名前はチハル・ライヒアと言い、絵画修業のためフランスのプロバンスに渡ったことから別れた元カレがいる。
ゲストキャラクター
- 反町隆広（陸上部3年）：置鮎龍太郎
- 藤木梨沙：倉田雅世
- 胡桃沢彗子（マコトの母）：土井美加
- 鷹野みずき（看護師）：野田順子
- 栗原綾（帰国子女）：福圓美里
- 皆川マナブ（図書室の男子生徒）：宮下道央
- 久美：半田いずみ
- 貴子：相田さやか
- 上野剛（亜紀の元カレ）：上田祐司
- 菱沼仁：飯田浩志
- 土橋公一：中博史
- 岡崎祐基（帰省中の大学生）：三木眞一郎
- 早乙女：西村知道
- 河合恵里香（マコトのデート相手）：根谷美智子
- 森尾純奈（アイドル）：小松里賀
- 吉田拓人：辻親八
- 青年（純奈の彼氏）：草尾毅
- マネージャー：小杉十郎太

### スタッフ
- 監督 - 下田正美
- 特撮監督 - 宮本拓
- シリーズ構成 - 金巻兼一
- キャラクターデザイン - 竹田逸子
- 美術監督 - 西川淳一郎
- 色彩設計 - 川上善美
- 編集 - 西山茂
- 音響演出 - 田中英行
- 音楽 - Be Factory
- 番組担当 - 片桐大輔(WOWOW)
- プロデューサー -  春田克典、川瀬浩平
- アニメーション制作 - ハルフィルムメーカー
- 製作 - 「BOYS BE…」製作委員会

### 主題歌
オープニングテーマ
「だいじょうぶ」（1 - 12話）
作詞 - 森浩美 / 作曲 - 真友 / 編曲 - 重実徹 / 歌 - 前田亜季
- 第13話のエンディングでも使用された。

「初恋 (村下孝蔵の曲)」（13話）
作詞・作曲 - 村下孝蔵 / 編曲 - 水谷公生 / コーラスアレンジ - 町支寛二 / 歌 - 佐山ショーコ（今井由香）
- 歌手・村下孝蔵の初恋（原曲）のカバー曲。

エンディングテーマ
「みんながいいね」（1 - 7、9 - 12話）
作詞 - 森浩美 / 作曲 - 渡辺未来 / 編曲 - 吉俣良 / 歌 - 前田亜季
「My Tomorrow」（8話）
作詞 - 木本慶子 / 作曲・編曲 - 添田啓二 / 歌 - 佐山ショーコ（今井由香）
挿入歌
「内緒の気持ち」（1話）
歌 - 前田亜季

### 各話リスト
各話のタイトルは実在する楽曲名を借用している。
| 話数 | サブタイトル                                           | 季節        | 脚本         | 絵コンテ   | 演出       | 作画監督     | 放送日         |
| ---- | ------------------------------------------------------ | ----------- | ------------ | ---------- | ---------- | ------------ | -------------- |
| 1    | サクラ・フワリ 〜CHERRY-BLOSSOMS                       | 春          | 金巻兼一     | 下田正美   | 西本由紀夫 | 千葉道徳     | 2000年 4月11日 |
| 2    | 涙の天使に微笑みを 〜MEMORIAL ESSENCE                  | 春          | 金巻兼一     | 福島一三   | 福島一三   | 高瀬言       | 4月18日        |
| 3    | 天然恋愛ノススメ 〜AFTER KISS                          | 春          | 川崎ヒロユキ | 小野勝巳   | 小野勝巳   | 東出太       | 4月25日        |
| 4    | 世界中の微笑みを集めてもかなわない 〜BITTER SWEET RAIN | 夏          | 山田靖智     | 中山勝一   | 中山勝一   | 小林明美     | 5月2日         |
| 5    | 太陽がまた輝くとき 〜FEELING BLUE                      | 夏          | 金巻兼一     | 西本由紀夫 | 西本由紀夫 | 渡部圭祐     | 5月9日         |
| 6    | 青空をあげたい 〜BASEBALL LOVERS                       | 夏          | 川崎ヒロユキ | 菊地一仁   | 菊地一仁   | そかべたかし | 5月16日        |
| 7    | 夏の終わり 〜WIND-BELL                                 | 秋          | 山田靖智     | 福島一三   | 福島一三   | 高瀬言       | 5月23日        |
| 8    | 輪舞〜十六夜月 〜SWALLOW                               | 秋          | 金巻兼一     | 下田正美   | 下田正美   | 千葉道徳     | 5月30日        |
| 9    | 幸せのカテゴリー 〜LEAVES                              | 秋          | 高山カツヒコ | 小野勝巳   | 小野勝巳   | 東出太       | 6月6日         |
| 10   | 眠れない夜を抱いて 〜SOLITARY CROSS                    | 冬          | 関島眞頼     | 青木佐恵子 | 青木佐恵子 | 竹田逸子     | 6月13日        |
| 11   | 冬が来る前に 〜FIRST SNOWFALL                          | 冬          | 山田靖智     | 菊地一仁   | 菊地一仁   | そかべたかし | 6月20日        |
| 12   | 1000年の誓い 〜END to BIGINING                         | 冬          | 川崎ヒロユキ | 西本由紀夫 | 西本由紀夫 | 千葉道徳     | 6月27日        |
| 13   | 軌跡の果て 〜LET IT BE                                 | next season | 金巻兼一     | 下田正美   | 下田正美   | 竹田逸子     | 7月4日         |

| WOWOW 火曜夕方18:30 - 19:00枠                         | WOWOW 火曜夕方18:30 - 19:00枠       | WOWOW 火曜夕方18:30 - 19:00枠            |
| 前番組                                                | 番組名                              | 次番組                                   |
| ----------------------------------------------------- | ----------------------------------- | ---------------------------------------- |
| アニメコンプレックス2 （1999年4月6日 - 2000年4月4日） | BOYS BE… （2000年4月11日 - 7月4日） | STRANGE DAWN （2000年7月11日 - 9月26日） |